# 井上知治
井上 知治（いのうえ ともはる、1886年（明治19年）7月9日 - 1962年（昭和37年）9月19日）は、昭和期の政治家。位階は従三位、勲等は勲一等。国務大臣。

## 来歴
鹿児島県頴娃郡郡村（揖宿郡頴娃村、頴娃町を経て現南九州市）に生まれる。旧制宮崎県立都城中学校（現：宮崎県立都城泉ヶ丘高等学校）、第七高等学校造士館を経て、1917年（大正6年）東京帝国大学法学部政治学科を卒業。鈴木商店社員、読売新聞記者を経て、1930年（昭和5年）第17回衆議院議員総選挙に立憲政友会所属で鹿児島県第1区から立候補し初当選。以後通算当選7回。政友会では床次竹二郎派、中島知久平派に所属した。
戦後は日本進歩党、民主党、同志クラブ、民主自由党、自由党、自由民主党と渡り歩き、1946年（昭和21年）第22回総選挙では進歩党公認で、翌1947年（昭和22年）第23回総選挙では民主党公認で、1949年（昭和24年）第24回総選挙では民自党公認で当選している。その間1947年に衆議院副議長に就任。翌1948年（昭和23年）には第2次吉田内閣において国務大臣（賠償庁長官）として入閣した。1953年（昭和28年）より参議院議員を1期務め政界から引退する。
その他、東京歯科大学理事長も務めた。
1962年9月19日、脳出血のため、死去した。76歳没。翌20日、特旨を以て位記を追賜され、死没日付をもって勲四等から従三位勲一等に叙され、瑞宝章を追贈された。

## 国政選挙歴
- 第15回衆議院議員総選挙（鹿児島県第3区、1924年5月、政友本党）落選[11]
- 第16回衆議院議員総選挙（鹿児島県第1区、1928年2月、立憲民政党）落選[12]
- 第17回衆議院議員総選挙（鹿児島県第1区、1930年2月、立憲政友会）当選[13]
- 第18回衆議院議員総選挙（鹿児島県第1区、1932年2月、立憲政友会公認）当選[14]
- 第19回衆議院議員総選挙（鹿児島県第1区、1936年2月、立憲政友会公認）当選[15]
- 第20回衆議院議員総選挙（鹿児島県第1区、1937年4月、立憲政友会公認）当選[16]
- 第21回衆議院議員総選挙（鹿児島県第1区、1942年4月、翼賛政治体制協議会非推薦）落選[17]
- 第22回衆議院議員総選挙（鹿児島県全県区、1946年4月、日本進歩党公認）当選[18]
- 第23回衆議院議員総選挙（鹿児島県第1区、1947年4月、民主党公認）当選[19]
- 第24回衆議院議員総選挙（鹿児島県第1区、1949年1月、民主自由党公認）当選[20]
- 第3回参議院議員通常選挙（鹿児島県地方区、1953年4月、自由党）当選[21]